# Liste der Einträge im National Register of Historic Places im Madison County (Illinois)

Lage des Madison County in Illinois

Die Liste der Einträge im National Register of Historic Places im Madison County in Illinois führt alle 37 Bauwerke und historischen Stätten im Madison County auf, die in das National Register of Historic Places aufgenommen wurden.

## Legende
| NRHP | Historic Place    |
| HD   | Historic District |

## Aktuelle Einträge
| [ 2 ] | Name                                                  | Bild                                    | Eintragsdatum        | Lage | Ort          | Beschreibung                                                                                      |
| ----- | ----------------------------------------------------- | --------------------------------------- | -------------------- | --- | ------------ | ------------------------------------------------------------------------------------------------- |
| 1     | Alton Chapter House                                   | Alton Chapter House                     | 1980 ID-Nr. 80001388 | 509 Beacon Street 38° 53′ 43″ N, 90° 11′ 24″ W | Alton        |                                                                                                   |
| 2     | Alton Military Prison Site                            | Alton Military Prison Site              | 1974 ID-Nr. 74000766 | Adresse nicht veröffentlicht | Alton        |                                                                                                   |
| 3     | Alton National Cemetery                               | Alton National Cemetery                 | 2011 ID-Nr. 11000245 | 600 Pearl Street 38° 53′ 26″ N, 90° 9′ 48″ W | Alton        | Soldatenfriedhof aus der Zeit des Bürgerkrieges                                                   |
| 4     | Berlemann House                                       | Berlemann House                         | 1980 ID-Nr. 80001391 | 115 South Main Street 38° 48′ 38″ N, 89° 57′ 21″ W | Edwardsville |                                                                                                   |
| 5     | Bethalto Village Hall                                 | Bethalto Village Hall                   | 1987 ID-Nr. 87002049 | 124 Main Street 38° 54′ 36″ N, 90° 2′ 30″ W | Bethalto     |                                                                                                   |
| 6     | Brooks Catsup Bottle Water Tower                      | Brooks Catsup Bottle Water Tower        | 2002 ID-Nr. 02000847 | 800 South Morrison Avenue 38° 39′ 46,4″ N, 89° 58′ 56,2″ W | Collinsville |                                                                                                   |
| 7     | John Carney House                                     | John Carney House                       | 1983 ID-Nr. 83000327 | 306 East Market Street 38° 43′ 45″ N, 89° 52′ 40″ W | Troy         |                                                                                                   |
| 8     | Chain of Rocks Bridge                                 | Chain of Rocks Bridge                   | 2006 ID-Nr. 06001091 | West Chain of Rocks Road 38° 45′ 41″ N, 90° 10′ 26″ W | Madison      |                                                                                                   |
| 9     | Christian Hill Historic District                      | Christian Hill Historic District        | 1978 ID-Nr. 78001165 | Abgegrenzt durch Broadway Street, Belle Street, 7th Street, Cliff Street, Bluff Street und State Street 38° 53′ 42″ N, 90° 11′ 32″ W                                 | Alton        |                                                                                                   |
| 10    | Daniel Dove Collins House                             | Daniel Dove Collins House               | 2002 ID-Nr. 02001385 | 621 West Main Street 38° 40′ 13″ N, 89° 59′ 35″ W | Collinsville |                                                                                                   |
| 11    | Collinsville City Hall and Fire Station               | Collinsville City Hall and Fire Station | 2004 ID-Nr. 04000865 | 125 South Center Street 38° 40′ 16″ N, 89° 59′ 11″ W | Collinsville |                                                                                                   |
| 12    | Collinsville Masonic Temple Lodge No. 712 A.F. & A.M. |                                         | 2005 ID-Nr. 05000430 | 213 West Clay Street 38° 40′ 20″ N, 89° 59′ 21″ W | Collinsville |                                                                                                   |
| 13    | Edwardsville Chapter House                            | Edwardsville Chapter House              | 1980 ID-Nr. 80001392 | 515 West High Street 38° 48′ 50″ N, 89° 57′ 42″ W | Edwardsville |                                                                                                   |
| 14    | Emmert-Zippel House                                   | Emmert-Zippel House                     | 1996 ID-Nr. 96000511 | 3279 Maryville Road, 3,5 km nördlich der IL 162 38° 43′ 19″ N, 90° 6′ 15″ W                                                                                          | Granite City |                                                                                                   |
| 15    | Benjamin Godfrey Memorial Chapel                      | Benjamin Godfrey Memorial Chapel        | 1979 ID-Nr. 79000856 | Godfrey Road 38° 57′ 5″ N, 90° 11′ 25″ W | Godfrey      |                                                                                                   |
| 16    | Guertler House                                        | Guertler House                          | 1974 ID-Nr. 74000767 | 101 Blair Street 38° 54′ 3″ N, 90° 10′ 57″ W | Alton        |                                                                                                   |
| 17    | Haskell Playhouse                                     | Haskell Playhouse                       | 1974 ID-Nr. 74000768 | Henry Street im Haskell Park 38° 53′ 56″ N, 90° 10′ 33″ W | Alton        |                                                                                                   |
| 18    | Horseshoe Lake Mound and Village Site                 | Horseshoe Lake Mound and Village Site   | 1980 ID-Nr. 80001396 | Adresse nicht veröffentlicht | Granite City |                                                                                                   |
| 19    | Hotel Stratford                                       | Hotel Stratford                         | 2000 ID-Nr. 99001709 | 229 Market Street 38° 53′ 26″ N, 90° 11′ 6″ W | Alton        |                                                                                                   |
| 20    | William W. Jarvis House                               | William W. Jarvis House                 | 1988 ID-Nr. 87002514 | 317 East Center Street 38° 43′ 37″ N, 89° 52′ 36″ W | Troy         |                                                                                                   |
| 21    | Kuhn Station Site                                     | Kuhn Station Site                       | 1980 ID-Nr. 80001393 | Adresse nicht veröffentlicht | Edwardsville |                                                                                                   |
| 22    | LeClaire Historic District                            | LeClaire Historic District              | 1979 ID-Nr. 79000855 | Abgegrenzt durch die Eisenbahn, die Wolf Street, die Hadley Street und die Madison Street 38° 48′ 1″ N, 89° 57′ 0″ W                                                 | Edwardsville |                                                                                                   |
| 23    | Madison County Sheriff’s House and Jail               |                                         | 1980 ID-Nr. 80001394 | 210 North Main Street 38° 48′ 47″ N, 89° 57′ 27″ W | Edwardsville |                                                                                                   |
| 24    | Marine Chapter House                                  | Marine Chapter House                    | 1980 ID-Nr. 80001397 | Silver Street 38° 46′ 47″ N, 89° 46′ 33″ W | Marine       |                                                                                                   |
| 25    | Middletown Historic District                          | Middletown Historic District            | 1978 ID-Nr. 78001166 | Abgegrenzt durch Broadway, Market Street, Alton Street, Franklin Street, Common Street, Liberty Street, Humboldt Street und Plum Street 38° 53′ 41″ N, 90° 10′ 28″ W | Alton        | Nach der ursprünglichen Festlegung der Grenzen des Areals erfolgte die heute gültige im Jahr 1982 |
| 26    | Miners Institute Building                             | Miners Institute Building               | 1985 ID-Nr. 85001913 | 204 West Main Street 38° 40′ 9″ N, 89° 59′ 15″ W | Collinsville |                                                                                                   |
| 27    | Mitchell Archeological Site                           | Mitchell Archeological Site             | 1978 ID-Nr. 78001168 | Adresse nicht veröffentlicht | Mitchell     |                                                                                                   |
| 28    | Mount Lookout                                         | Mount Lookout                           | 1980 ID-Nr. 80001389 | 2018 Alby Street 38° 54′ 21″ N, 90° 11′ 1″ W | Alton        |                                                                                                   |
| 29    | Narodni Sin                                           | Narodni Sin                             | 2002 ID-Nr. 02001353 | 209-211 East Vandalia Street 38° 48′ 49″ N, 89° 57′ 13″ W | Edwardsville |                                                                                                   |
| 30    | Post House                                            | Post House                              | 1980 ID-Nr. 80001390 | 1516 State Street 38° 54′ 21″ N, 90° 11′ 43″ W | Alton        |                                                                                                   |
| 31    | St. Louis Street Historic District                    | St. Louis Street Historic District      | 1983 ID-Nr. 83000328 | 603-1306 St. Louis Street 38° 48′ 39″ N, 89° 58′ 7″ W | Edwardsville |                                                                                                   |
| 32    | State Bank Building                                   | State Bank Building                     | 2010 ID-Nr. 09000233 | 102 West Main Street 38° 48′ 25″ N, 89° 57′ 9″ W | Collinsville |                                                                                                   |
| 33    | Benjamin Stephenson House                             | Benjamin Stephenson House               | 1980 ID-Nr. 80001395 | 409 South Buchanan Street 38° 48′ 25″ N, 89° 57′ 9″ W | Edwardsville |                                                                                                   |
| 34    | Lyman Trumbull House                                  | Lyman Trumbull House                    | 1975 ID-Nr. 75000667 | 1105 Henry Street 38° 53′ 49″ N, 90° 10′ 33″ W | Alton        |                                                                                                   |
| 35    | Upper Alton Historic District                         | Upper Alton Historic District           | 1978 ID-Nr. 78001167 | Abgegrenzt durch Seminary Street, College Avenue, Leverett Avenue und Evergreen Avenue 38° 54′ 17″ N, 90° 8′ 34″ W                                                   | Alton        |                                                                                                   |
| 36    | John Weir House                                       | John Weir House                         | 1983 ID-Nr. 83000329 | 715 North Main Street 38° 48′ 59″ N, 89° 57′ 42″ W | Edwardsville |                                                                                                   |
| 37    | Yakel House and Union Brewery                         | Yakel House and Union Brewery           | 1982 ID-Nr. 82002585 | 1421-1431 Pearl Street 38° 53′ 33″ N, 90° 9′ 52″ W | Alton        |                                                                                                   |

## Frühere Einträge
| [ 2 ] | Name             | Bild | Eintragsdatum        | Lage                                               | Ort   | Beschreibung                        |
| ----- | ---------------- | ---- | -------------------- | -------------------------------------------------- | ----- | ----------------------------------- |
| 1     | Rutherford House |      | 1982 ID-Nr. 82002584 | 1006 Pearl Street 38° 53′ 46,6″ N, 90° 10′ 13,3″ W | Alton | Im Jahr 1992 aus der Liste entfernt |